# Дикимдя (Горный улус)
Дикимдя́ (якут. Дьиикимдэ) — село в Горном улусе Якутии России. Административный центр Мытахского наслега.

## География
Село расположено в центральной части Якутии, у одноимённого озера к югу и озера Ойбон-Кюель к северу, на расстоянии 25 км от села Бердигестях, административного центра улуса.

## История
В 1974 году построено двухэтажное типовое здание школы.
Согласно Закону Республики Саха (Якутия) от 30 ноября 2004 года N 173-З N 353-III село возглавило образованное муниципальное образование Мытахский наслег.

## Население
| 2002 | 2010 | 2021 |
| ---- | ---- | ---- |
| 617  | ↘611 | ↗653 |

## Уличная сеть
| - ул. 50 лет Октября, - ул. К. И. Степанова, - ул. Ленина, - пер. Лесной, | - ул. Молодёжная, - ул. Набережная, - пер. Озерный, - ул. Парковая | - ул. Строда, - ул. Школьная, - ул. Южная, - ул. Яковлева. |

## Инфраструктура
- «Джикимдинская средняя общеобразовательная школа имени Софрона Петровича Данилова»[3]
- Центр развития ребёнка — детский сад «Колокольчик»[7]
- Центральная усадьба совхоза «Горный»